# 布布尼夫 (濟姆內市鎮)
50°43′41″N 24°21′20″E / 50.72806°N 24.35556°E
布布尼夫（羅馬化：Bubniv）是烏克蘭西北部的村莊，隸屬沃倫州的沃洛德米爾區。該村始建於1452年，面積2.08平方公里，海拔高度201米，2001年人口613，人口密度每平方公里294.57人。